# Calonges
Calonges ist eine Gemeinde im Südwesten Frankreichs und liegt im Département Lot-et-Garonne in der Region Nouvelle-Aquitaine (bis 2016: Aquitanien).
Die Bewohner werden Calongeais genannt.

## Geographie
Die Gemeinde liegt zwischen Marmande und Agen am Canal latéral à la Garonne (Garonne-Seitenkanal) und am Flüsschen Tareyre. Die Gemeinde besteht aus den Orten Saint-Martin, Mounot, Bringoulat, Barboutan, Gât sowie Berdery.
Umgeben wird Calonges von den folgenden Nachbargemeinden:
|                         | Le Mas-d’Agenais                            | Lagruère |
| Sainte-Gemme-Martaillac | Kompassrose, die auf Nachbargemeinden zeigt | Villeton |
| Leyritz-Moncassin       | Razimet                                     |          |

## Demographie
Die Bevölkerungsentwicklung in Calonges wird seit 1793 dokumentiert. Mit Ausnahme von 2006 wurden jährlich Statistiken durch das Insee veröffentlicht.
2015 zählte die Gemeinde 625 Einwohner, was ein Anstieg von 6,11 % gegenüber 2010 bedeutet.
| Jahr      | 1793 | 1800 | 1846 | 1876 | 1901 | 1946 | 1975 | 1999 | 2005 | 2010 | 2015 |
| --------- | ---- | ---- | ---- | ---- | ---- | ---- | ---- | ---- | ---- | ---- | ---- |
| Einwohner | 854  | 700  | 959  | 890  | 753  | 607  | 503  | 521  | 532  | 589  | 625  |

## Sehenswürdigkeiten
- Château de Calonges, Schloss aus der ersten Hälfte des 17. Jahrhunderts